# Dathusena
Dathusena fou rei d'Anuradhapura (Sri Lanka) de vers el 462 al 479; anteriorment fou durant més de 20 anys (vers 440 a 462) rei de Ruhunu.
Quant el cap pandya Pandu va entrar a Anuradhapura el 436 es va assabentar que hi havia un jove de sang reial amb hàbits de monjo al Gonisada Vihara a la capital, anomenat Dathusena, que podria algun dia desafiar al seu dret al tron, va donar ordres de detenir-lo; però les ordres van arribar a Mahanama, el sacerdot en càrrec del temple, que era oncle matern del jove, i va poder fugir amb el monjo creuant el riu Gona tot i que en aquell vessava, podent arribar a Ruhuna on el jove aviat va agafar influència doncs un avantpassat havia marxat a la zona i havia adquirit moltes terres en el temps quan Subha va usurpar el tron i va ordenar matar tota la gent de sang reial. Poc després Dathusena fou aclamat per la gent de Ruhunu com a rei d'aquest país, que el veia com un líder que els podia defensar de l'ocupació exterior.
Pandu va morir cinc anys després i va governar breument el seu fill Parindu, però el va suplantar el seu oncle Khudda Parinda (germà de Pandu) que va oprimir al poble que donava suport a Dathusena amb el qual va mantenir guerra constant durant 16 anys fins que va morir i el va succeir Tiritara, un cap pandya.
Dathusena va emprendre una dura campanya de dos mesos i el va derrotar i matar. Tiritara fou succeït per Dathiya, un altre cap, que també va morir en batalla contra Dathusena després d'una guerra de tres anys. El nou rei fou el cap Pithiya, que igualment fou derrotat i mort per Dathusena després d'una campanya de set mesos, que va culminar amb la conquesta d'Anuradhapura. Així Dathusena va assolir el poder a tota l'illa. Va restaurar el budisme i va adornar les estàtues de Buda que els indis havien espoliat. Va expropiar les terres dels nobles i terratinents que s'havien unit als pandyes i els va convertir en serfs en les pròpies terres. La noblesa de Ruhunu fou molt afavorida i als seus oficials més fidels.
Després va dirigir l'atenció a l'agricultura i va fer una presa al Mahaweli Ganga, la Mahawaluka. Va crear 17 tancs d'aigua en diversos llocs i va construir el Kala Wewa, el grandiós tanc d'aigua encara en funcionament, que subministraria a la capital i estaria connectat per un canal anomenat Yodha-ela (Canal Gegant) de 87 km de llarg que va permetre estendre molt el sistema d'aprofitament d'aigua per les poblacions.
La religió no fou oblidada pel rei i va construir almenys 18 temples que va dotar amb terres. Passeigs regulars foren afegits al Maha Vihara. La Monara Pirivena (escola) i el palau de Bronze foren arranjats, ja que havien estat damnats. Es van adornar estàtues de Buda amb pedres precioses. Un festival en honor de Mahinda, introductor del budisme, es va celebrar en aquest regnat en el lloc on fou incinerat i per ordre del rei es va llegir el Dipawansa, un esbós d'història de Ceilan en el qual el Mahavansa és basa. Es diu que fou escrit pel seu mestre i tutor, el seu oncle Mahanama però en realitat fou escrit al segle vi pel homònim monjo budista Mahanama, germà del rei Dhatusena, estant fortament influït pel Dipawamsa, escrit cinc segles abans.
El rei també va construir o mantenir hospitals per esguerrats o malalts.
Dathusena va tenir dos fills mascles: Kassapa, d'una dona de rang inferior, i Moggallana, fill d'una poderosa dona de rang igual al del rei; i una filla que fou la preferida del rei. La filla fou concedida en matrimoni al seu nebot Migara (fill d'una germana del rei) que fou nomenat comandant en cap de l'exèrcit.
Migara va maltractar a la filla del rei sense cap excusa per fer-ho i el rei va mostrar una faceta cruel de la seva personalitat (el Mahavansa diu que va perdre l'equilibri del seu judici) i va sotmetre a la seva germana (la mare de Migara) a la tortura com a forma de castigar el seu fill. Això va ser considerat un afront pel comandant en cap que va començar a conspirar amb Kassapa, el fill de casta baixa del rei que era menys estimat que Mogallana, per destronar a Dathusena. Migara va donar un cop d'estat i va arrestar al rei proclamant rei a Kassapa. Per poder torturar a Dhatusena va explicat a Kassapa que el rei havia amagat els tresors pel seu fill Moggallana i calia obligar-lo a revelar on eren. Dathusena va protestar negant haver amagat cap tresor; desesperat el rei, conscient de la mort violenta que li esperava, va planejar veure a Mahanama per rebre suport espiritual; en una nova sessió d'interrogatori va dir que el portessin a Kalawawi (Kala Wewa) on podria trobar els tresors. Kassapa va enviar un carro per desplaçar al rei fins al lloc del suposat amagatall. Mentrestant, la notícia dels esdeveniments recents s'havia estès arreu i va arribar a Mahanama, que immediatament va preparar un dinar de grans i carn d'aus aquàtiques, que era el plat preferit de Dathusena, i va córrer al tanc de Kala Wewa on el seu alumne favorit, a qui havia salvat dels usurpadors tàmils i va ajudar en gran manera a pujar al tron, estava a punt d'arribar. Tant bon punt Dhatusena va veure al seu oncle es va inclinar davant d'ell i va compartir el menjar, mentre els seus guardians esperaven; després es va banyar al Kala Wewa i llavors va dir que el seu tresor era el tanc. Kassapa furiós va ordenar a Migara executar al seu pare.
Dhatusena fou carregat de cadenes fins a les parets de la presó i amb el cap cap a l'est, fou emparedat viu i va morir en aquesta situació. El seu regnat sobre tot Ceilan havia durat 18 anys.